# 太平水库 (永康)
太平水库是中国浙江省金华市永康市境内的一座水库，位于永康江支流北溪上，建于1961年。水库正常库容为3109万立方米，集雨面积为83平方千米，海拔为145.69米。